# Eviota indica
Eviota indica es una especie de peces de la familia de los Gobiidae en el orden de los Perciformes.

## Distribución geográfica
Se encuentra en las islas de Reunión, Mauricio y Seychelles.

## Observaciones
Es inofensivo para los humanos.